# Cumrew
Cumrew – wieś w Anglii, w Kumbrii, w dystrykcie (unitary authority) Cumberland. Leży 17 km na wschód od miasta Carlisle i 407 km na północny zachód od Londynu.
Powierzchnia wsi wynosi 2686 akrów. Graniczy z Croglin, Cumwhitton, Carlatton i Castle Carrock.